# Rocuroniu
Rocuroniu (sub formă de bromură, uneori rocuronium) este un curarizant antidepolariazant, derivat de amoniu cuaternar, utilizat ca miorelaxant periferic. Este un analog al vecuroniului. Calea de administrare disponibilă este cea intravenoasă.